# (78124) Cicalò
(78124) Cicalò, désignation internationale (78124) Cicalo, est un astéroïde de la ceinture principale.

## Description
(78124) Cicalo est un astéroïde de la ceinture principale. Il fut découvert le 11 juillet 2002 à Campo Imperatore par le projet CINEOS. Il présente une orbite caractérisée par un demi-grand axe de 2,27 UA, une excentricité de 0,09 et une inclinaison de 1,8° par rapport à l'écliptique.

## Compléments